# Элита тусуется по Фрейду
«Элита тусуется по Фрейду» — книга системного аналитика Сергея Угольникова, режиссёра фильмов «Москва — Кобылозадовск», «Блогер», «Смуthи в портрете ин100грамма», «Маркс book pro», изданная в 2007 году.

## Описание
Согласно издательской аннотации «В книге Сергея Угольникова с фрейдистских позиций оценивается неоднозначное поведение известных деятелей российского бомонда: политической элиты, художественной богемы и телевизионной тусовки. Читатель сможет понять, кому подражает Ксения Собчак, о чем мечтает Верка Сердючка, к чему стремится Дима Билан, как хочет измениться Елена Ханга и т. д. Помимо них в книге анализируются основы поведения и типичные повадки М. Горбачёва, Б. Березовского, В. Познера и целого ряда других всем знакомых персонажей».
Однако сам автор в предисловии пишет «Конечно, теорию Фрейда ни в коей мере нельзя считать универсальным знанием, способным дать ответы на все вопросы, связанные с нашей политической и общественной жизнью (взгляды Фрейда подвергались справедливой критике со стороны многих авторитетных ученых), однако применение фрейдистской теории для анализа современной обстановки в России может привести к любопытным результатам…».

## Критика
По мнению Евгения Маликова «Автору хватает старика Фрейда. Ведь „элита“, по Угольникову, оказывается вовсе не какой-то замысловатой субстанцией, а биомассой с довольно примитивными и вполне предсказуемыми свойствами. Для расчета которых хватит четырёх действий арифметики».
Владимир Винников считает что книга «оказалась в этой „скандальной“ компании явно по недоразумению — вследствие чего подверглась, во-первых, жесточайшей редакторской вивисекции, уничтожившей, наверное, три четверти исходного авторского текста, а во-вторых, разбавлению всё теми же интернет-материалами по заявленной теме. Так фундаментально-мировоззренческое в своей сути „Выведение из психоанализа“, где автор всласть „потопташася по Фрейду“, превратилось в безвредную „оценку с фрейдистских позиций неоднозначного поведения деятелей российского бомонда“».
В рецензии Макса Нитченко указывается что «психоанализ — не самый подходящий метод для анализа современного общества. В сущности, с тем же успехом можно было бы сказать, что элита тусуется по Бодрийару (который так вдохновенно писал о „циркуляции симулякров“) или по Ги Дебору (который предупреждал о наступлении „общества спектакля“). А с другой стороны, мы, конечно, не можем отказать Угольникову в праве называть свой метод „психоаналитическим“…».